# Silene yanoei
Silene yanoei är en nejlikväxtart som beskrevs av Tomitaro Makino. Silene yanoei ingår i släktet glimmar, och familjen nejlikväxter. Inga underarter finns listade i Catalogue of Life.